# Ankarana Miraihina
Ankarana Miraihina is een plaats en commune in Madagaskar, behorend tot het district Farafangana. Tijdens de laatste volkstelling (2001) telde de plaats 9.297 inwoners. 
In deze plaats bevinden zich zowel lager als middelbaar onderwijs. 90% van de inwoners werkt in de landbouw, 7,9% werkt in de veeteelt. Het meest verbouwde landbouwproduct is rijst; andere belangrijke producten zijn koffie, cassave en peper. In de dienstensector werkt 2% van de inwoners. 1% van de inwoners werkt in de visserij. 

## Bron
- Ilo Census Data